# Juan Cominges

Juan Elías Cominges Mayorga (Callao, 1 de octubre de 1983) es un exfutbolista peruano. Se desempeñaba en la posición de mediocentro ofensivo. Tiene 41 años. Es hermano menor del exdelantero Paul Cominges.

## Trayectoria
Comenzó su carrera en las divisiones menores del Club Universitario de Deportes.
El año 2005 hace su primera salida al exterior jugando por el Colón de Santa Fe siendo dirigido por su compatriota Jose Guillermo Del Solar fue presentado con el número 8 compartiendo equipo con Cata Diaz, Claudio Bieler, Giovanni Hernández y su compatriota Juan Vargas.
En el año 2006 fue campeón del torneo apertura con Estudiantes de La Plata dirigido por Diego Simeone.
A inicios del 2008 firma por el Caracas de Venezuela compartiendo el mediocampo con Ronald Vargas termina el segundo semestre jugando por el Atlético Huila de Colombia.
A mediados del 2009 ficha para el Al-Qadisiya de Arabia Saudita comparte camerino junto al paraguayo Nelson Figueredo.
La temporada 2016 firma por el Cienciano de la segunda división peruana.
En el  2013 ficha por el Guaraní club en el que se desliga por motivos personales 

## Selección nacional
Ha sido internacional con la selección de fútbol del Perú en 15 ocasiones. Debutó el 30 de julio de 2003, en un encuentro amistoso ante la selección de Uruguay que finalizó con marcador de 1-0 a favor de los uruguayos.

## Vida personal
Acompañó al equipo nacional de Perú como coach emocional. En la actualidad convive en comunidad con pueblos originarios.
Tiene un hijo con la modelo Tracy Freundt

## Clubes
| Club                      | País           | Año       |
| ------------------------- | -------------- | --------- |
| Virgen de Chapi           | Perú           | 2000      |
| América Cochahuayco       | Perú           | 2001      |
| Coronel Bolognesi         | Perú           | 2002      |
| Universitario de Deportes | Perú           | 2003      |
| Sporting Cristal          | Perú           | 2004      |
| C. A. Colón               | Argentina      | 2004-2005 |
| Estudiantes de La Plata   | Argentina      | 2005-2007 |
| Sporting Cristal          | Perú           | 2007      |
| Caracas F. C.             | Venezuela      | 2008      |
| Atlético Huila            | Colombia       | 2008      |
| José Gálvez FBC           | Perú           | 2009      |
| Al-Qadisiya               | Arabia Saudita | 2009      |
| José Gálvez FBC           | Perú           | 2010      |
| Al-Qadisiya               | Arabia Saudita | 2011      |
| Cobresol                  | Perú           | 2011      |
| Cienciano                 | Perú           | 2012      |
| Guarani F. C.             | Brasil         | 2013      |
| Unión Comercio            | Perú           | 2013      |
| Sport Boys                | Perú           | 2014-2015 |
| Cienciano                 | Perú           | 2016      |
| Sport Victoria            | Perú           | 2017      |

## Palmarés

### Campeonatos nacionales
| Título          | Club                    | País      | Año  |
| --------------- | ----------------------- | --------- | ---- |
| Torneo Clausura | Sporting Cristal        | Perú      | 2004 |
| Torneo Apertura | Estudiantes de La Plata | Argentina | 2006 |

### Campeonatos internacionales
| Título                 | Equipo                    | Sede    | Año  |
| ---------------------- | ------------------------- | ------- | ---- |
| XV Juegos Bolivarianos | Selección del Perú Sub-18 | Ecuador | 2001 |